# Dorfheftli

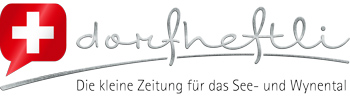

Das Dorfheftli ist ein kostenloses regionales Anzeigenblatt mit Sitz in Reinach (Aargau, Schweiz), das seit 2011 monatlich erscheint. Die Zeitschrift wird in 16 lokalisierten Ausgaben in 18 Gemeinden des Kantons Aargau verbreitet und enthält amtliche Mitteilungen, Vereinsnachrichten, Leserbeiträge sowie kommerzielle Anzeigen. Die WEMF-beglaubigte Gratisauflage beträgt 23'269 Exemplare (Stand 2024).

## Konzept und Inhalte
Das redaktionelle Konzept folgt dem Leitsatz «Die Zeitung mit Mehrwert». Jede Ausgabe kombiniert amtliche Mitteilungen, Vereinsnachrichten, lokale Reportagen, Veranstaltungshinweise und Ratgeberseiten zu Themen wie Gesundheit, Sicherheit oder Ernährung. Die Inhalte werden sowohl von der Redaktion in Reinach als auch von freien Autorinnen und Autoren aus der Region erstellt. Eingesandte Artikel werden unter voller Namensnennung veröffentlicht, sofern sie keine werblichen Absichten verfolgen. Redaktionelle Beiträge erscheinen zusätzlich auf den Social-Media-Kanälen des Verlags, insbesondere auf Facebook und Instagram. E-Paper und Bildergalerien sind auf der Website verfügbar.

## Struktur und Erscheinung
Die 16 Ausgaben sind inhaltlich eigenständig, ihr Layout ist jedoch identisch. Jede Gemeinde erhält ein eigenes Heft mit einem festen Mantelteil und spezifischen lokalen Inhalten. Zu den Rubriken gehören unter anderem:
- Amtliche Publikationen der Gemeinden
- Informationen von Schulen, Kirchen, Vereinen
- Vereinsrückblicke, Leserbeiträge und Veranstaltungsberichte
- Ratgeberartikel und regionale Inserate

Alle Magazine erscheinen im Broschürenformat und werden durch die Schweizerische Post jedem Haushalt zugestellt. Zusätzlich liegen sie an öffentlich zugänglichen Orten auf.

## Herausgeber und Redaktion
Herausgeberin ist die Dorfheftli AG mit Sitz in Reinach AG. Das Magazin wird bei der Kromer Print AG in Lenzburg gedruckt. Die Redaktion besteht aus einem Team regional verwurzelter Journalistinnen und Journalisten.